# 禅台寺
禅台寺（ぜんだいじ）は岐阜県可児市下恵土にある臨済宗妙心寺派の寺院で、山号は平岡山。徳野藩主平岡頼勝の墓がある。
鎌倉時代の末に西帷子真禅寺開山の鈍庵和尚が結んだ草庵が起源とされる。慶長13年（1608年）に徳野藩領主として平岡頼勝が当地に移った際に菩提寺とされ、山号を平岡山と改めた。平岡頼勝が没するとその墓が築かれた。現在この墓は可児市指定史跡となっている。その後、徳野藩が改易されると外護者を失い衰退するが、元禄2年（1689年）西帷子真禅寺10世南栄梵薫により中興された。
寺の東にある薬師堂には室町時代の薬師如来と脇侍の日光菩薩、月光菩薩が祀られており、可児市の有形文化財に指定されている。